# Candy Dulfer
Pour les articles homonymes, voir Candy.
Candy Dulfer (née le 19 septembre 1969 à Amsterdam) est une saxophoniste alto et chanteuse néerlandaise de jazz-funk, de smooth jazz, et de pop-jazz, fréquente collaboratrice de Prince sur disques et en tournée, devenue célèbre dans le monde en 1989, avec son succès international Lily Was Here de Dave Stewart, puis avec son premier album de jazz, Saxuality, sorti en 1990.

## Biographie

### Jeunesse
Candy Dulfer est née le 19 septembre 1969 à Amsterdam. Elle est la fille du saxophoniste ténor néerlandais Hans Dulfer (nl), avec qui elle a d'ailleurs enregistré l'album Dulfer and Dulfer en 2001. Candy Dulfer commence sa carrière à l'âge de douze ans quand elle joue dans un groupe avec Rosa King (nl), une expatriée américaine vivant aux Pays-Bas.

### Carrière

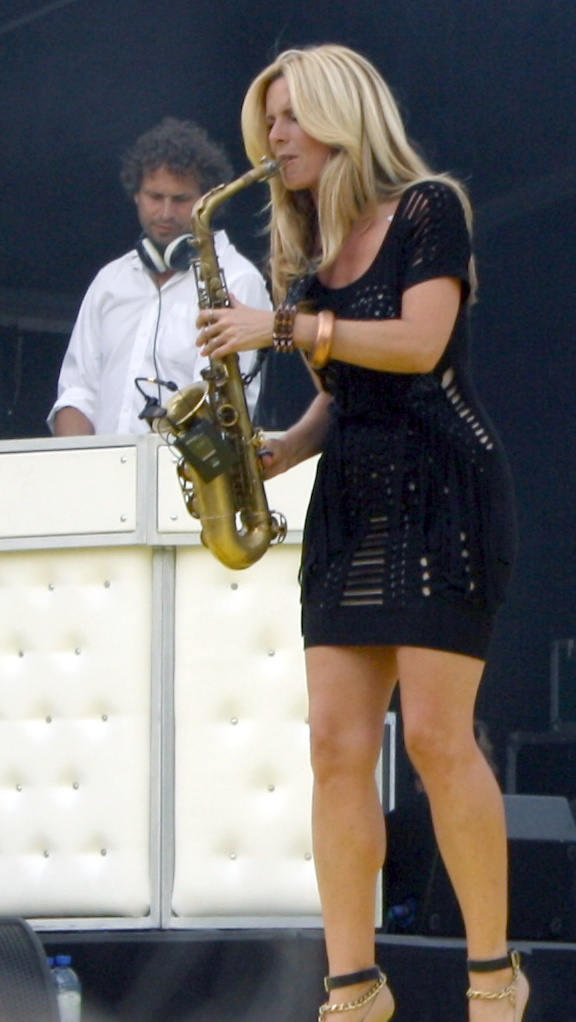
Lors du prologue du Tour de France 2010 à Rotterdam.

En 1984, Candy Dulfer forme son propre groupe, Funky Stuff. Le groupe est invité à jouer pour Madonna lors d'une partie de sa tournée européenne. Elle est révélée au grand public par Prince, qui l'engage dans son groupe de musiciens et l'introduit au grand public dans son clip Partyman en 1989. Elle joue sur les albums Batman Soundtrack, Graffiti Bridge, Xpectation, Musicology, 3121 du même artiste américain. Elle entre aussi en studio pour les artistes Aretha Franklin et Blondie entre autres.
Elle enregistre en 1989 avec Dave Stewart, guitariste des Eurythmics et producteur, un duo à succès international, Lily Was Here, musique de film du film néerlandais De Kassière (ou Lily Was Here) de Ben Verbong de 1989, première place des charts pendant cinq semaines aux Pays-Bas, sixième place du classement britannique, et onzième place des charts américains... Elle joue également avec les musiciens sur scène pour Pink Floyd en 1990, et pour René Froger sur la chanson Baker Street (Live at Ahoy, Rotterdam, 1992).
Forte de son succès international, elle coproduit son premier album Saxuality à la fin de l'année. Grâce à son style alto funky qui plait aux fans de smooth jazz, elle est nommée aux Grammy Awards de la meilleure performance instrumentale pop 1991 pour cet album certifié disque d'or, vendu à plus d'un million d'exemplaires. Candy Dulfer apparaît aussi en tant qu'invitée sur l'album live A Night in San Francisco de Van Morrison en 1994. Candy Dulfer participe à plusieurs tournées de Prince et The New Power Generation. Elle monte sur scène pour les séries de concerts Newpower Soul Tour en 1998, One Nite Alone...Tour en 2002, Musicology Tour en 2004 et Rave Un2 the Year 2000, concert spécial filmé à Paisley Park, diffusé sur plusieurs chaînes dans le monde le jour de l'an et sorti en DVD.
En 2000 et 2002, elle participe au festival allemand de musique Das Fest. Elle participe à l'édition 2003 du festival Jazz à Juan d'Antibes-Juan-les-Pins en se produisant dans la même soirée que Maceo Parker, devant faire face au début de son concert à la manifestation bruyante des intermittents du spectacle à qui elle dédie son morceau Power to the People. La chanson Controversy de Prince est aussi enregistrée en live en 2003 à Hawaï avec John Blackwell à la batterie, Rhonda Smith à la basse, Renato Neto aux claviers, Maceo Parker et Candy Dulfer au saxophone et publiée en single au format numérique en 2004.
En 2007, elle sort son neuvième album studio Candy Store. L'album atteint la deuxième position dans le classement Billboard Top Contemporary Jazz. Sa chanson Candy Store et la chanson La Citylights deviennent no 1 dans les tableaux Smooth Jazz National Airplay aux États-Unis. La même année, Candy Dulfer est présentatrice de sa propre émission de télévision pour la chaîne publique NPS. Candy Store essuie une critique sévère en 2007, celle de Jonathan Duclos-Arkilovitch du magazine Jazzman : « des beats grossiers, des mélodies dégoulinantes, une programmation qui sent la naphtaline ». Le 6 septembre 2008, son public est enthousiasmé par son concert funky Lionel Richie live 2008 aux Pays-Bas. Les répercussions de l'éruption de l'Eyjafjöll en 2010 sur le trafic aérien empêchent la présence de l’interprète au Printemps de Bourges.
En 2012, elle forme le supergroupe Ladies of Soul (nl) avec Trijntje Oosterhuis et Edsilia Rombley entre autres. Celui-ci se forme à la suite du décès de Whitney Houston pour se produire sur scène dans une série de concerts commémoratifs. Le succès est au rendez-vous et le quinquet se produit au Ziggo Dome. L'album Live at the Ziggo Dome 2014 atteint la 2e place des charts néerlandais. Deux singles sont également édités. Des concerts sont également prévus aux Pays-Bas et en Belgique en 2015,. En 2013, elle devient juge dans la cinquième saison de la version néerlandaise de The X Factor.
Le 26 août 2022, Dulfer annonce son nouvel album We Never Stop, qui sortira le 28 octobre. L'album est le premier à sortir dans le cadre de son nouveau contrat avec Mascot Label Group. L'album est précédé du single Jammin' Tonight, avec Nile Rodgers.

## Discographie

### Albums studio
- 1990 : Saxuality
- 1993 : Sax-a-Go-Go
- 1995 : Big Girl
- 1997 : For the Love of You
- 1999 : Girls Night Out
- 1999 : What Does It Take
- 2002 : Dulfer Dulfer
- 2003 : Right in My Soul
- 2007 : Candy Store
- 2009 : Funked Up
- 2011 : Crazy
- 2017 : Together
- 2022 : We Never Stop

### Collaborations
- 1989 : Lily Was Here (avec Dave Stewart)
- 1989 : Batman Soundtrack (avec Prince)
- 1990 : Graffiti Bridge (avec Prince)
- 1991 : Hymns to the Silence (avec Van Morrison)
- 1992 : Life on Planet Groove (avec Maceo Parker)
- 1993 : Too Long In Exile (avec Van Morrison)
- 1994 : A Night In San Francisco (avec Van Morrison)
- 1999 : Cookie's Fortune de Robert Altman (musique de film, avec Bono de U2[12]) (avec Dave Stewart)
- 2002 : One Nite Alone Live (avec Prince)
- 2003 : Made By Maceo (avec Maceo Parker)
- 2004 : Musicology (avec Prince)
- 2005 : School's In! (avec Maceo Parker)
- 2006 : 3121 (avec Prince)
- 2021 : Pink Floyd Live at Knebworth 1990 - Saxophone sur Shine on You Crazy Diamond, Parts 1-5 et Money (avec Pink Floyd)

## Galerie

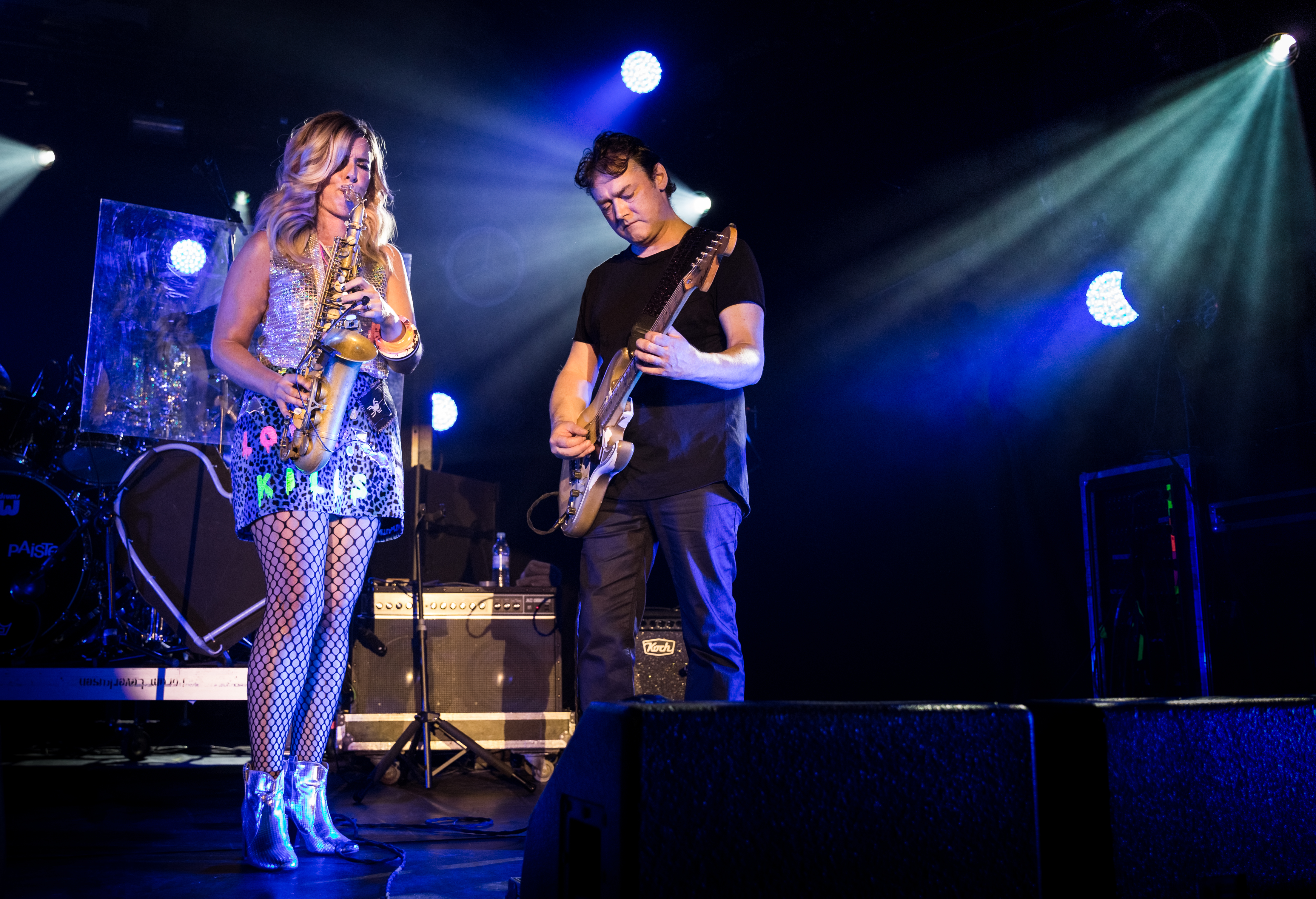
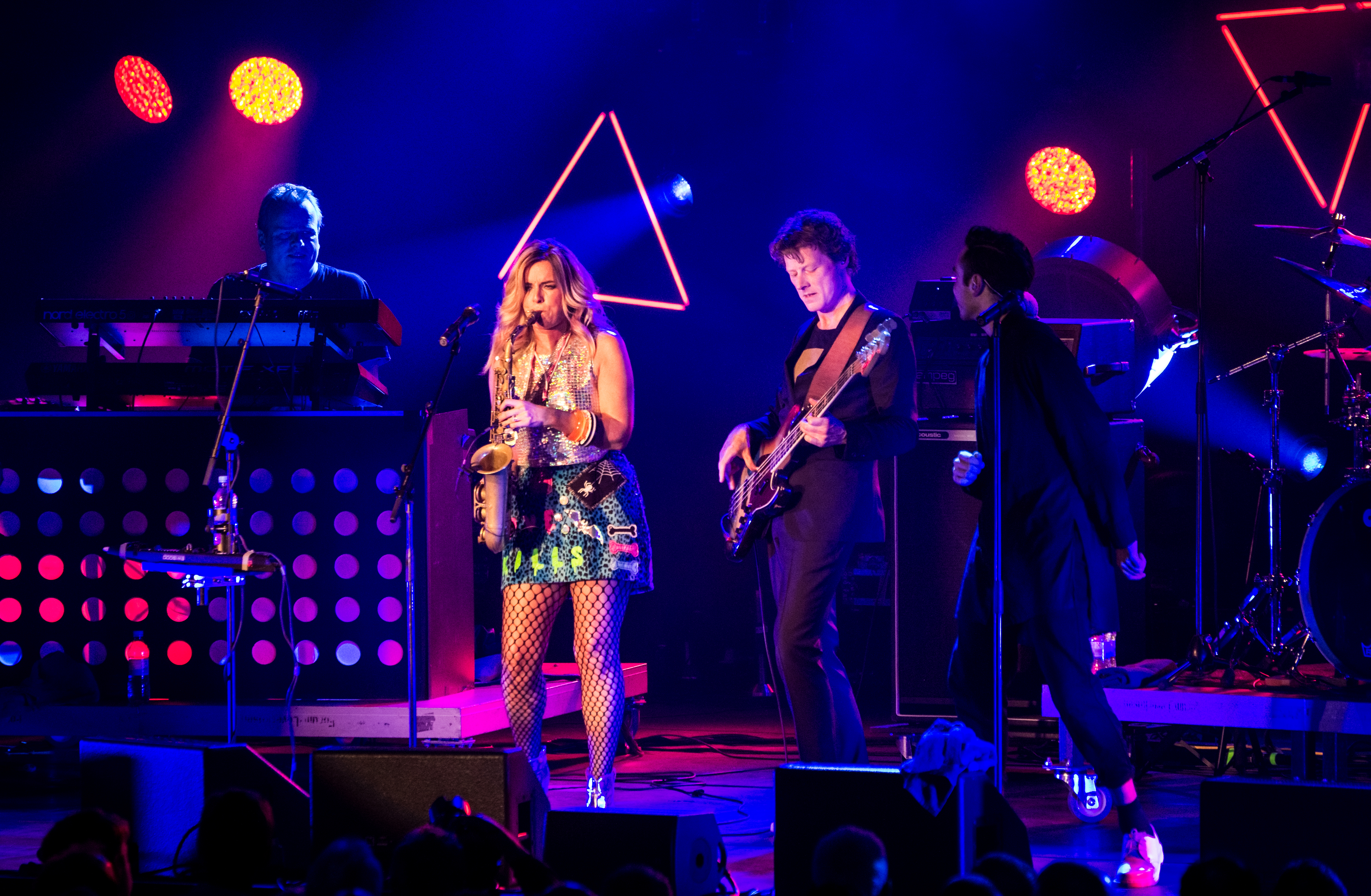
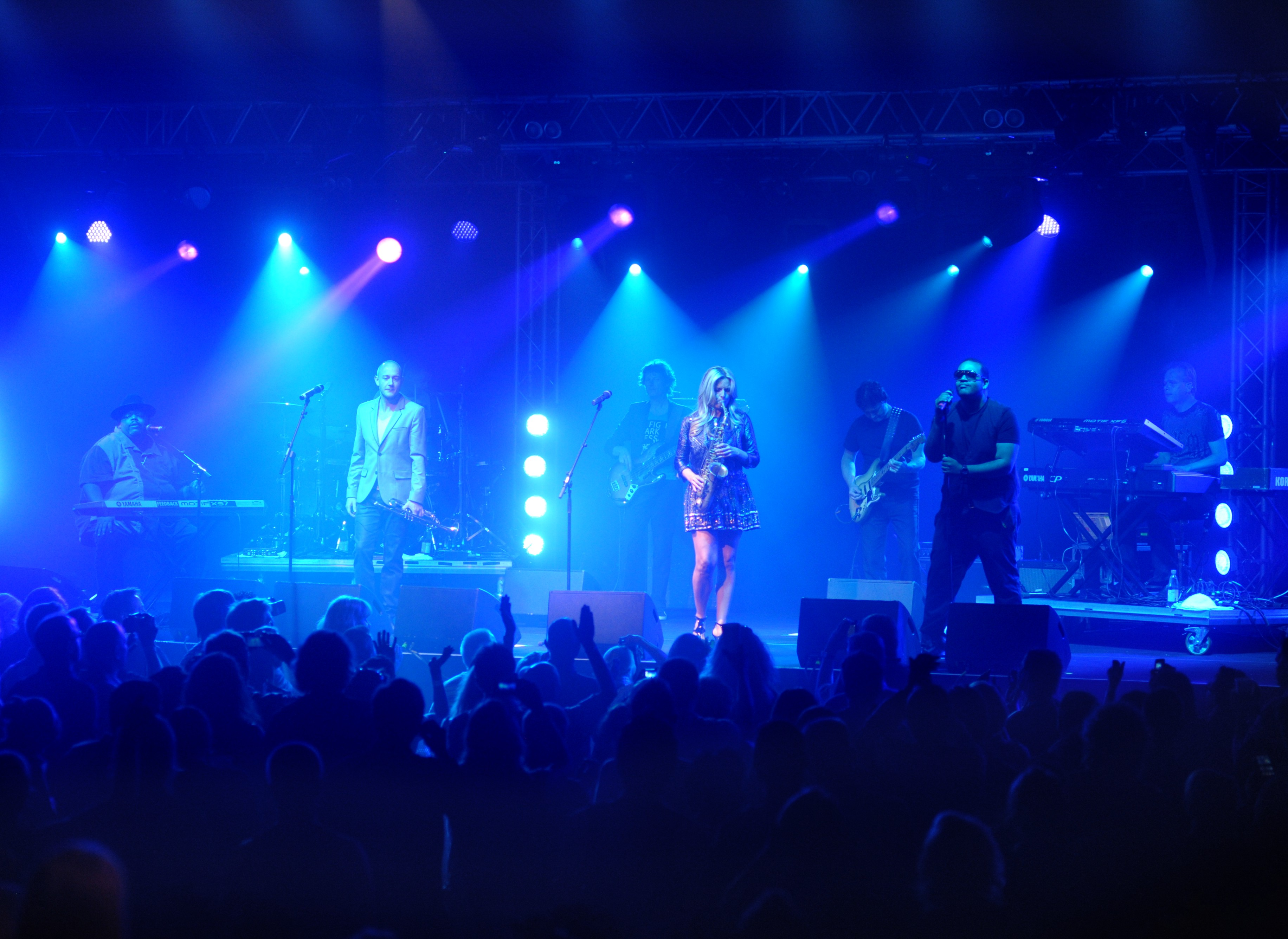
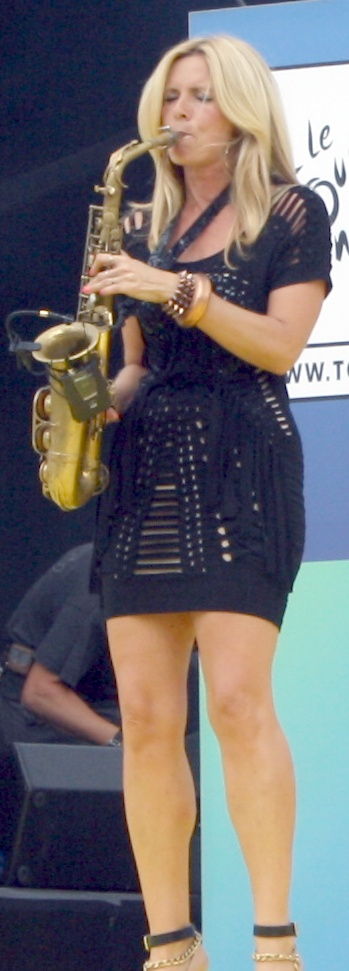
Lors du prologue du Tour de France 2010 à Rotterdam.
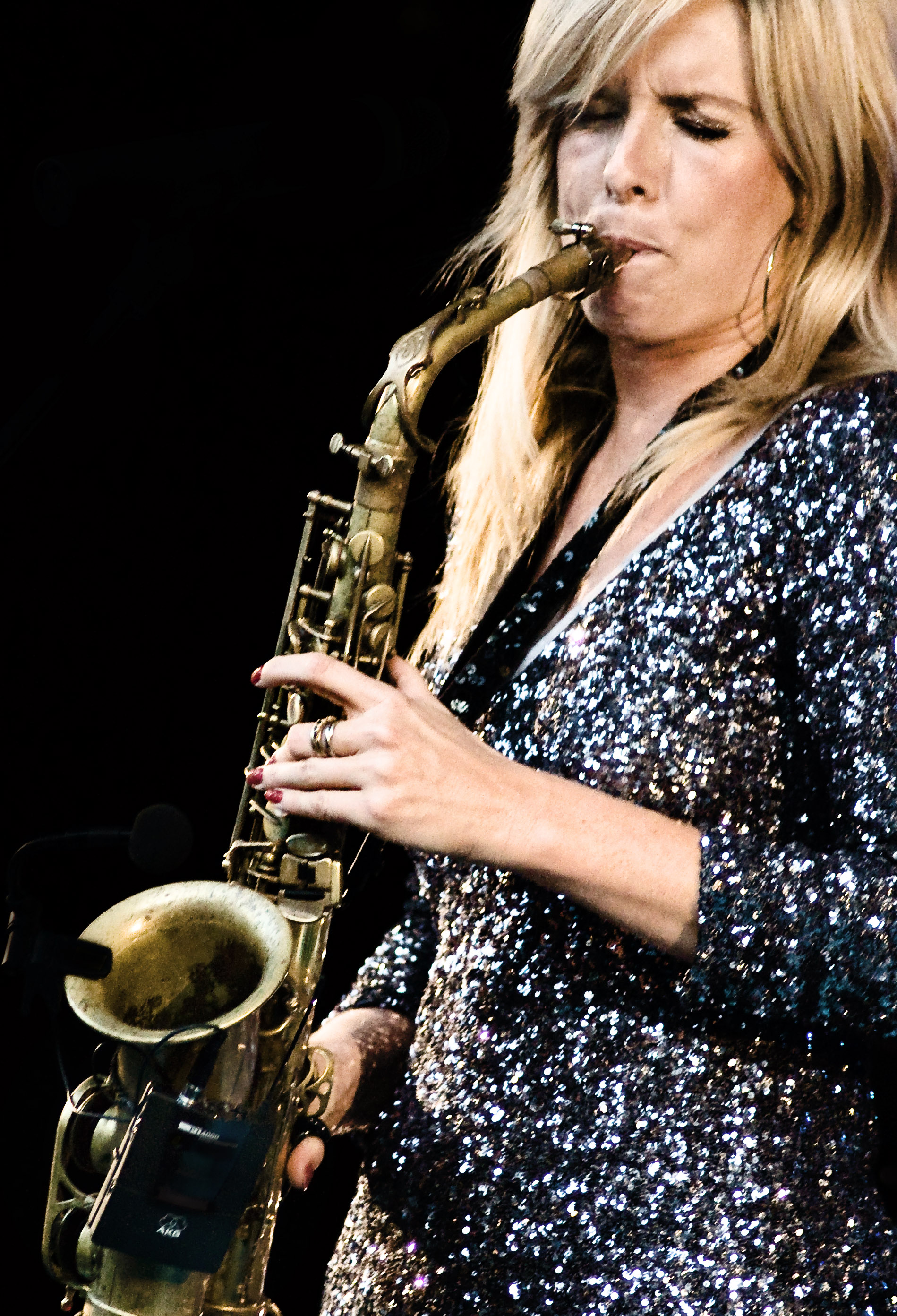
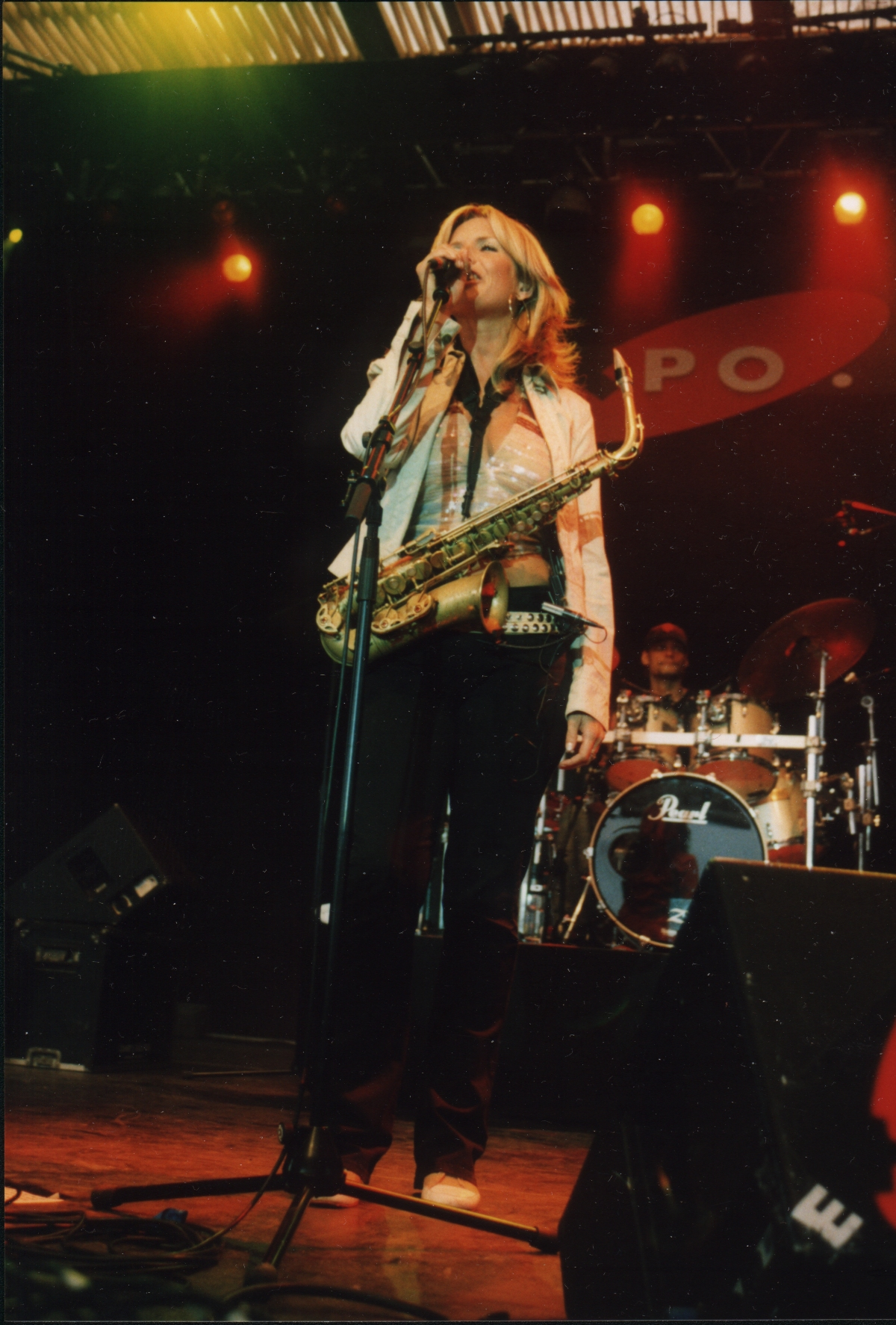